# Kojo
Timo Kojo (født 2. maj 1953) er en finsk rockmusiker, der bedst er kendt internationalt for sin sang "Nuku Pommiin" der fik 0 point ved Eurovision Song Contest 1982 i Harrogate, Storbritannien. 

## Diskografi
- Madame George: What's Happening (1977)
- So Mean (1979)
- Lucky Street (1980)
- Go All the Way (1981)
- Hitparade (1982)
- Nuku pommiin  eller Bomb Out  1982)
- Time Won't Wait (1983)
- Bee tai bop (1985)
- Rommia sateessa (1986)
- Kaksi alkuperäistä: So Mean / Lucky Street (1990)
- Pyöri maa pyöri kuu (1990)
- Kojo and the Great Boogie Band (1993)
- Suloinen Maria (1997)
- 20 suosikkia – So Mean (1998)